# 스프리기나과
스프리기나과(라틴어: Sprigginidae)는 케팔로조아강의 멸종한 분류군으로, 자매 분류군인 요르기아과보다 더 많은 수의 동위절을 가진 것이 특징이다. 6억 3500만 년 전 즈음 에디아카라기에 출현하였다.

## 분포
스프리기나과의 동물화석은 오스트레일리아 남부 에디아카라 퇴적층에서 발견된다.

## 계통
스프리기나과는 네 개의 속이 존재한다.
- †스프리기나속 (Spriggina)[2] (모식속).
- †마리와데아속 (Marywadea)
- †키아노루스속 (Cyanorus)
- †프라에캄브리디움속 (Praecambridium) 때때로 요르기아과로 분류되기도 한다.

## 사진

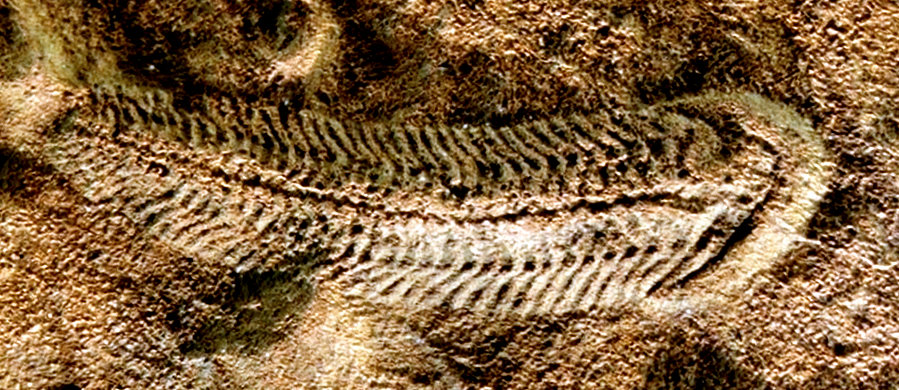
스프리기나 플로운데르시 (Spriggina floundersi)
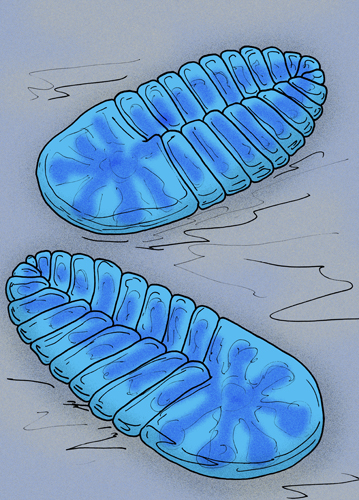
키아노루스 싱굴라리스 (Cyanorus singularis)
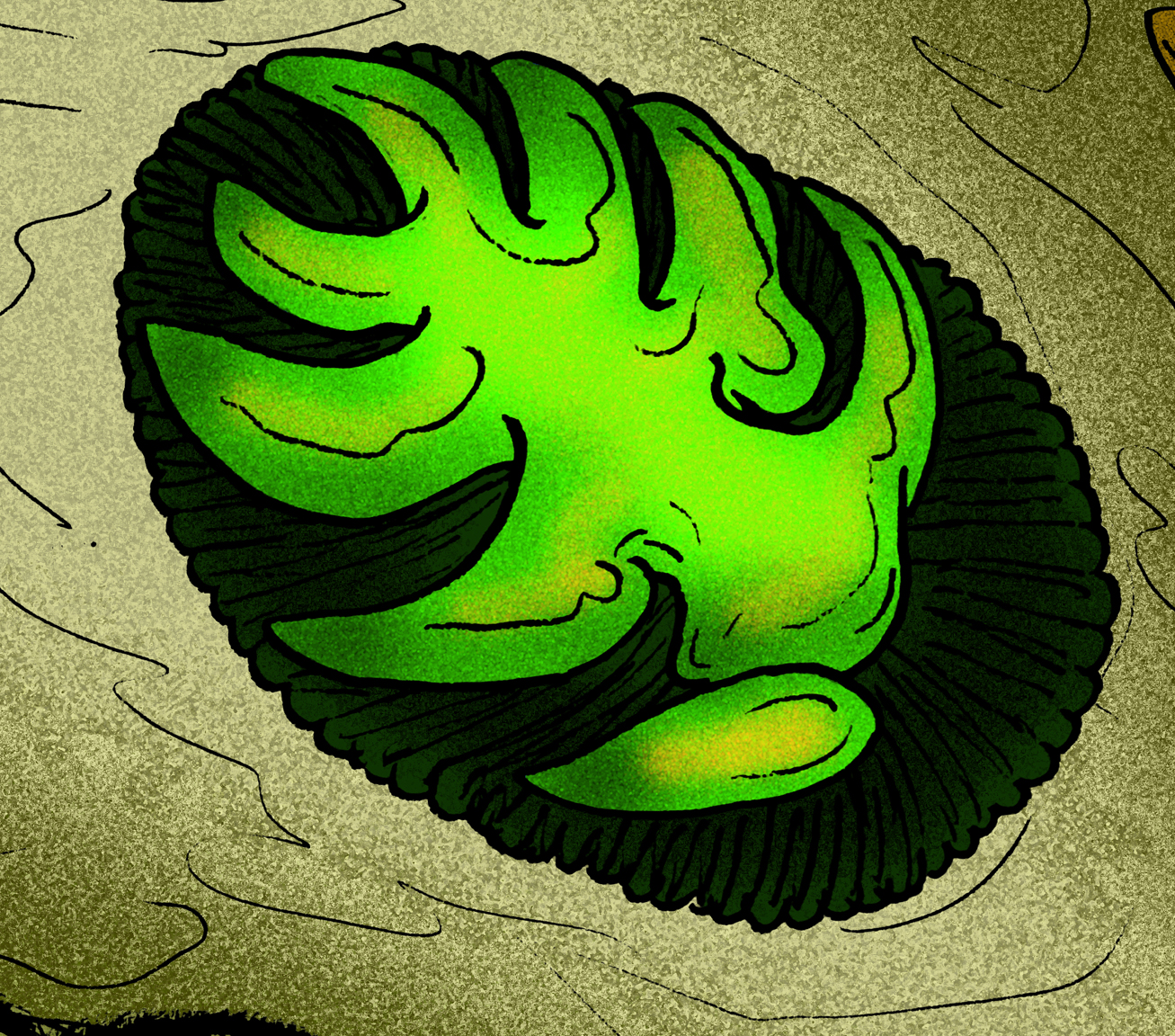
프라에캄브리디움 시길룸 (Praecambridium sigillum)

## 같이 보기
- 에디아카라기
- 에디아카라 생물군